# Vuka (miejscowość)
Vuka – wieś w Chorwacji, w żupanii osijecko-barańskiej, w gminie Vuka. W 2011 roku liczyła 945 mieszkańców.